# Церква святого Миколая (Трубчин)
Церква святого Миколая в Трубчині — парафія і храм греко-католицької громади Мельнице-Подільського деканату Бучацької єпархії Української греко-католицької церкви в селі Трубчин Чортківського району Тернопільської области.
Оголошена пам'яткою архітектури місцевого значення (охоронний номер 428).

## Історія церкви
Греко-католицьку церкву збудовано в 1852 році. Парафія була греко-католицькою до 1946 року. У 1990 році парафія і храм повернулися в лоно УГКЦ.
З 1946 по 1961 рік парафія належала до РПЦ. З 1961 по 1988 рік храм був закритий державною владою.
Після відкриття у 1988 році і до 1990-го він знову перебував у підпорядкуванні РПЦ, а потім перейшов до УГКЦ.
Всі жителі села є жертводавцями, за кошти яких храм був відреставрований, розписаний, а територія навколо нього — упорядкована. Також була збудована богослужбова капличка.
Парафію з пастирським візитом відвідували архиєреї Іриней Білик та Димитрій Григорак.
При парафії діють:
- Братство «Апостольство молитви».
- Спільнота «Матері в молитві».
- Свічкове братство.

Біля храму встановлено пам'ятний хрест на місці престолу попередньої дерев'яної церкви.

## Парохи
- о. Амврозій Січинський (1901—1914),
- о. Степан Хрипкевич (1914—1924),
- о. Антон Кордовський (1924—1946),
- о. Петро Пріпула (1990),
- о. Тарас Загородний (1990—1992),
- о. Василь Мацик (1992—1998),
- о. Володимир Крушинський (з 1998).